# Kodeks moralny budowniczego komunizmu
Kodeks moralny budowniczego komunizmu – zbiór zasad  moralności komunistycznej, który został przyjęty na XXII Zjeździe KPZR i sformulowany w Trzecim Programie KPZR. Kodeks ten należał do obowiązkowego programu nauczania we wszystkich szkołach Związku Radzieckiego.

## Tekst „Moralnego Kodeksu Budowniczego Komunizmu”
Kodeks zawierał najważniejsze zasady etyczne, które stanowiły podstawę postępowania i działalności ludzi radzieckich:
1. Poświęcenie sprawie komunizmu, miłość do socjalistycznej Ojczyzny, do krajów socjalizmu.
2. Rzetelna praca na rzecz społeczeństwa: kto nie pracuje, ten nie je.
3. Troska każdego o utrzymanie i pomnożenie domeny społecznej
4. Wysoka świadomość obowiązku społecznego, nietolerancja wobec naruszania interesu publicznego.
5. Kolektywizm i partnerska wzajemna pomoc: każdy za wszystkich, wszyscy za jednego.
6. Humanitarne relacje i wzajemny szacunek między ludźmi: człowiek człowiekowi przyjacielem, towarzyszem i bratem.
7. Szczerość i prawdziwość, moralna czystość, prostota i skromność w życiu społecznym i osobistym.
8. Wzajemny szacunek w rodzinie, troska o wychowanie dzieci.
9. Bezkompromisowość wobec niesprawiedliwości, pasożytnictwa, nieuczciwości, karierowiczostwa, chciwości.
10. Przyjaźń i braterstwo wszystkich narodów ZSRR, nietolerowanie narodowej i rasowej nienawiści.
11. Brak tolerancji dla wrogów komunizmu, sprawy pokoju i wolności narodów.
12. Braterska solidarność z ludźmi pracy wszystkich krajów, ze wszystkimi narodami.

Nie są to zasady wyimaginowane czy zadekretowane z góry, lecz zasady odzwierciedlające realne stosunki, jakie kształtują się w społeczeństwie radzieckim.